# Spletna barva
Spletne barve so barve, ki se uporabljajo pri oblikovanju spletnih strani in standardi, uporabni za njihov zapis. V jezikih HTML, CSS in SVG so barve zapisane v šestnajstiškem zapisu njihovih RGB vrednosti, t. i. šestnajstiških trojčkih, šestnajst osnovnih barv pa tudi z angleškimi imeni.
| Barva       | Zapis v RGB   | Zapis v HTML IN CSS          |
| ----------- | ------------- | ---------------------------- |
| Bela        | (255,255,255) | #FFFFFF ali #FFF ali White   |
| Svetlo siva | (192,192,192) | #C0C0C0 ali Silver           |
| Temno siva  | (128,128,128) | #808080 ali Gray             |
| Črna        | (0,0,0)       | #000000 ali #000 ali Black   |
| Rdeča       | (255,0,0)     | #FF0000 ali #F00 ali Red     |
| Zelena      | (0,255,0)     | #00FF00 ali #0F0 ali Lime    |
| Modra       | (0,0,255)     | #0000FF ali #00F ali Blue    |
| Rumena      | (255,255,0)   | #FFFF00 ali #FF0 ali Yellow  |
| Magenta     | (255,0,255)   | #FF00FF ali #F0F ali Fuchsia |
| Cian        | (0,255,255)   | #00FFFF ali #0FF ali Aqua    |

## Šestnajstiški trojček
Šestnajstiški trojček je način zapisovanja lastnosti barv. Imenuje se šestnajstiški, ker uporablja (po začetnem znaku #) šestnajstiški številski sistem, to je štetje na osnovi 16, kjer je prvih deset števil označenih s številkami od 0 do 9, naslednjih šest števil pa se označi s črkami od A do F. Vrednost je določena z dvema znakoma, tako da je najmanjša možna vrednost 00, najvišja pa FF. Trojček pa modelu pravimo zato, ker je sestavljen iz treh parov znakov, torej treh vrednosti, po eno za vsako od barv rdeče, zelene in modre.
Primeri: črna barva je #000000, torej popolna odsotnost rdeče, zelene in modre. Rdeča barva je #FF0000, torej popolna odsotnost zelene in modre. Vijolična barva je #FF00FF, torej enako sorazmerje rdeče in modre ter odsotnost zelene barve.
Zelo podobno se zapisuje barvni model RGB. Oblika se spremeni, če ni upoštevan šestnajstniški sistem, temveč zaporedje števil od 0 do 255, kar pomeni 256 možnih kombinacij za vsako vrednost rdeče, zelene in modre barve. Tako je črna (0, 0, 0), rdeča (255, 0, 0), Vijolična (255, 0, 255).